# Peter Lindberg (konstnär)
Peter Lindberg, född 16 maj 1968 i Uppsala, är en svensk konstnär. Mest känd är Peter Lindberg för sitt konst- och samhällsprojekt O’girl.
När Lidingöloppet firade 40 år 2004 fick Lindberg i uppdrag att göra jubileumsmedaljen och en oljemålning, med en gyllene löpare,  till vinnaren av loppet.
2011 anordnade eventbolaget GoGotland i samarbete med Visby Centrum en isskulpturtävling i välgörenhetssyfte. Lindberg vann första pris, han skulpterade fram lammskallar i skulpturtävlingen.
Lindberg påbörjade konstprojektet Gotland för mångfald 2014. Initiativtagare var Thomas Zielinski, Eva Bofride och Mattias Wahlgren, Lindberg tilldelades projektledarrollen som genomfördes inom ramen Gotland för mångfald. Han iscensatte vad han kallade "världens största och mest gemensamma konstverk", 2500 deltagare bidrog med sitt engagemang och tillsammans målade de på en gemensam duk. De som bidrog till konstverket målade sin hand på duken och det symboliserade "ge mig din hand"  Projektet fortsatte att växa under kommande år. 
Aftonbladet anlitade Peter Lindberg inför 10-årsjubileet av Svenska Hjältar 2016. De gav honom uppdraget att ta fram prisstatyetterna. Konstverken togs fram i samarbete med Gotlands Gjelbgjuteri. Samma år beslutade Peter Lindberg sig för att sluta sälja sin konst och istället hyra ut den. Att leasa ut konsten är en cirkulär och jämlik tanke om att alla människor ska ha möjlighet och tillgänglighet till originalkonst.
Peter Lindberg är mest känd för sitt konst- och samhällsprojekt O'girl och nådde en stor publik under Almedalen 2018. Under den Gotländska Vårsalongen 2017 målade Lindberg sitt första original O'Girl. 

## Bilder

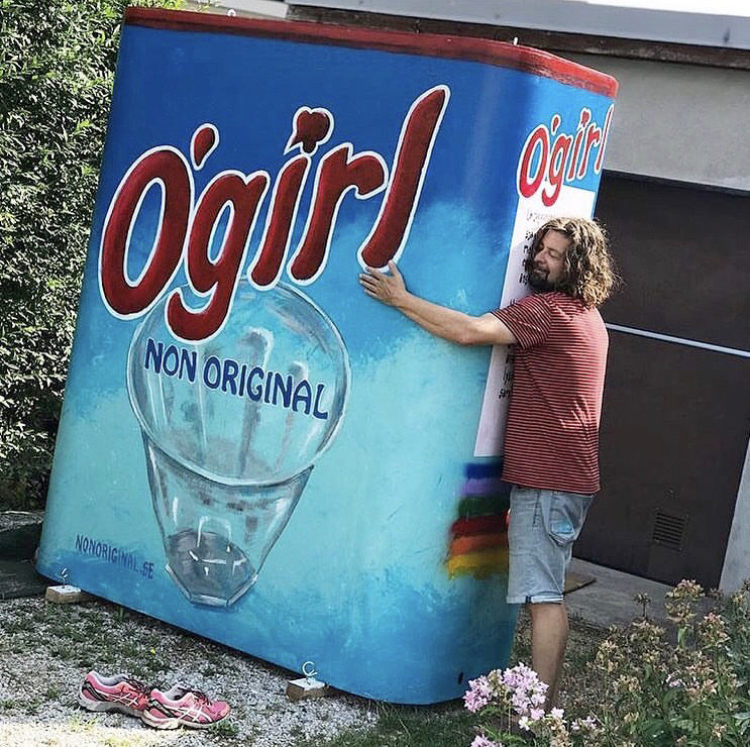
O'girlburken och Peter Lindberg
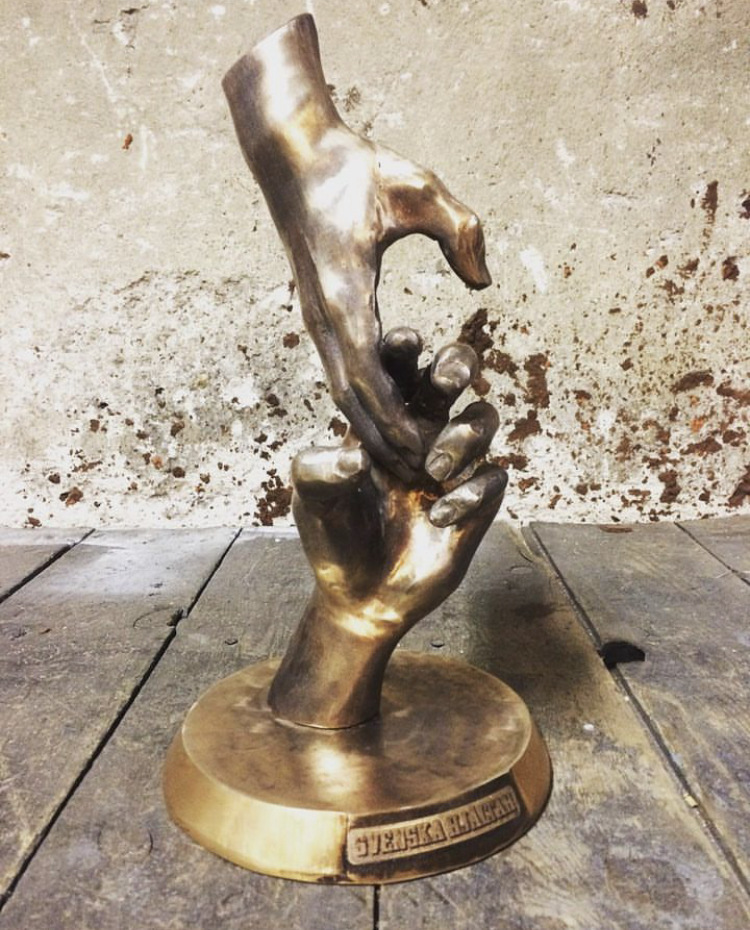
Svenska Hjältar, bronsstatyett
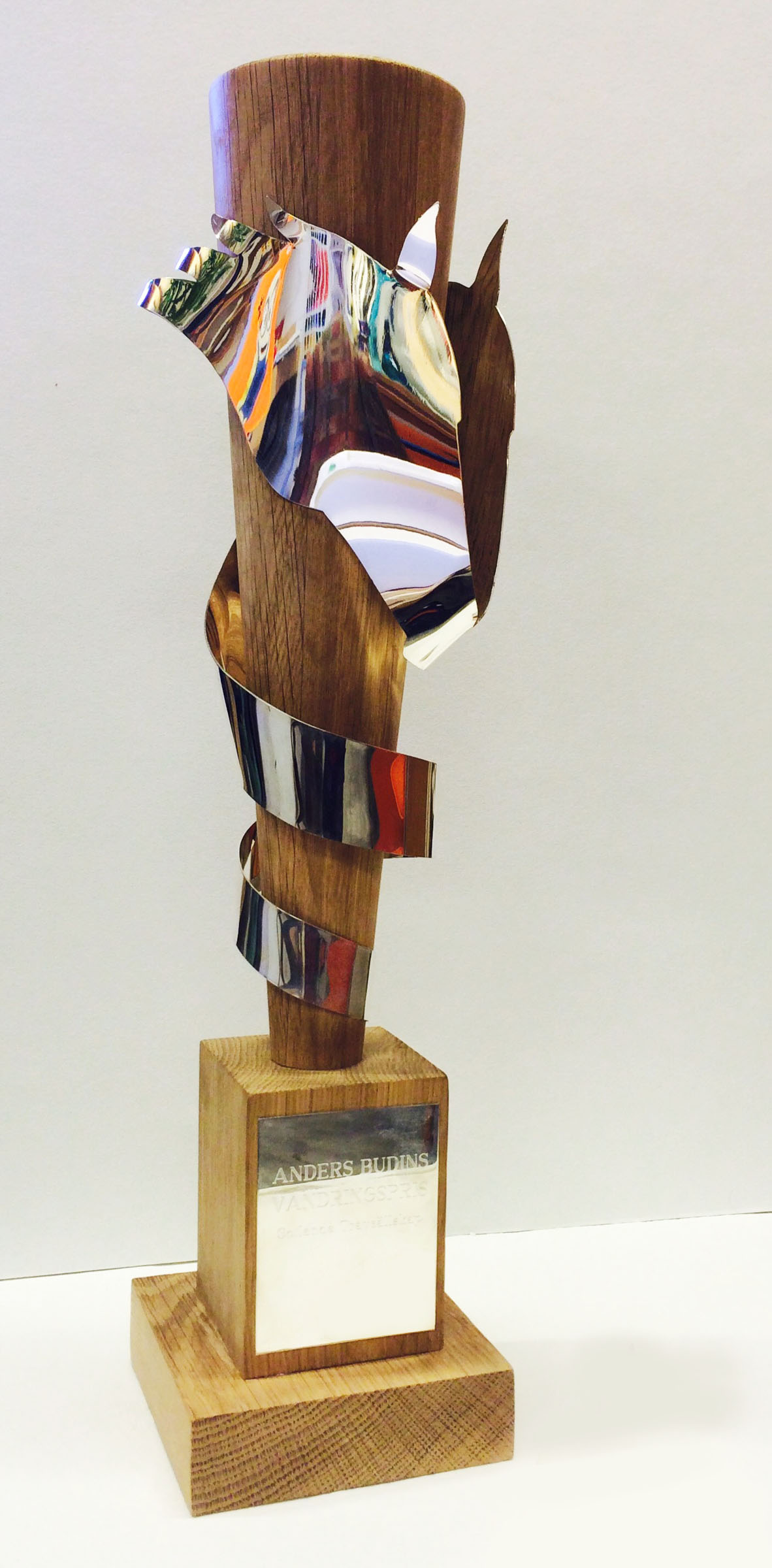
Anders Budins vandringspris
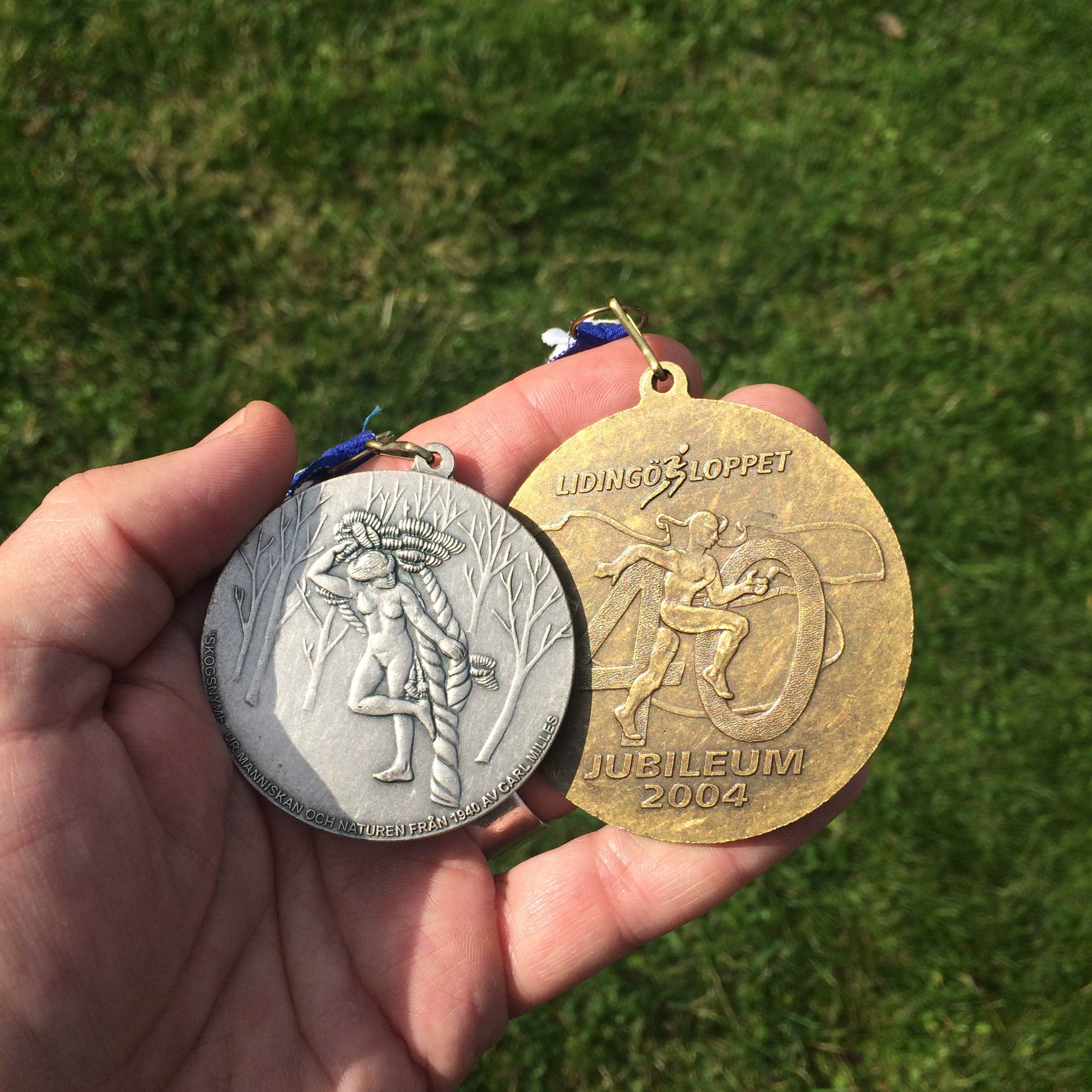
Medaljer Lidingöloppet 2004